# Austin Aries
Austin Aries är en fribrottare som kommer ifrån Milwaukee som ligger i den amerikanska delstaten Wisconsin. Austin hade stor passion för brottning från sin barndom. Under den inledande fasen av sin karriär började han med utbilda sig under Eddie Sharkey och Terry Fox. Under flera år brottades han i Mellanvästern och förbättrade sin kompetens. Austin Aries brottades för det framgångsrika indy-förbundet Ring of Honor 2004-2010 där han utgjorde en halva av deras tag-team mästare tillsammans med Roderick Strong. Austin Aries gick tillbaka till TNA 2011, då under namnet Austin Starr. Austin är inte bara nuvarande ROH Tag-team mästare utan också en före detta ROH Champion. Han vann den titeln ifrån Samoa Joe på ROH Final Battle 2004 efter att Samoa Joe hållit titeln ifråga i nästan 2 år. Austin Aries förlorade titeln till CM Punk 18 juni 2005. Aries är vegan.